# Penumbear
Penumbear est un jeu vidéo de plates-formes et de réflexion développé par Taco Graveyard et édité par Bulkypix, sorti en 2013 sur iOS.

## Système de jeu
Le jeu met en scène Penumbear, qui doit se frayer un passage dans des niveaux en vue latérale. Pour ce faire, le joueur doit interagir avec des sources de lumière, le Penumbear a en effet la faculté de marcher sur les rayons lumineux pour atteindre des endroits a priori inaccessibles.
Le jeu se compose de 100 niveaux.

## Réception

### Critique
Le jeu a reçu des critiques très favorables de la presse spécialisée :
- SlideToPlay donne au jeu sa note maximale, 4/4, et insiste sur la qualité artistique du jeu - narration, bande-son, graphisme - et sur la créativité des niveaux[2].
- TouchArcade lui attribue 4,5/5 pour qui le jeu est « énorme et est un solide jeu de plates-formes classique »[1].
- Arcade Sushi loue sa musique et lui donne 8,5/10[3].
- 148Apps.com apprécie la rejouabilité et l'intelligence du titre et lui accorde la note de 4/5[4].
- Pocket Gamer lui attribue une note globale de 7,7/10 pour sa maniabilité et son level design[5].
- iPhoneSoft lui donne la note de 15/20, appréciant son « principe original » et son « ambiance immersive »[6]